# فربيون كوتشي
فربيون كوتشي (باللاتينية: Euphorbia kotschyana) نوع نباتي يتبع جنس الفربيون من الفصيلة اللبنية.

## الموئل والانتشار
ينتشر في بلاد الشام وتركيا.

## مرادفات للاسم العلمي
- (باللاتينية: Tithymalus kotschyanus (Fenzl) Klotzsch & Garcke)